# Okie Dokie Stomp
Okie Dokie Stomp ist ein Kompilationsalbum von Clarence Gatemouth Brown, das 1999 bei Bullseye Blues & Jazz erschienen ist.

## Entstehungsgeschichte
Die Kompilation enthält Songs von den drei Alben, die Brown für Rounder Records zwischen 1981 und 1986 aufgenommen hat. Im Einzelnen handelt es sich um Alright Again (1981, Rounder 2028, fünf Songs), One More Mile (1983, Rounder 2034, vier Songs) und Real Life (1986, Rounder 2054, zwei Songs). Zusätzlich enthielt das zum Midprice erhältlich gewesene Album eine 10-Minuten-Version des Songs The Drifter, zuerst erschienen 1973 auf dem Album The Drifter Rides Again. Die Liveversion wurde 1982 auf dem International Jazz Festival in Bern mitgeschnitten.

## Titelliste
| #  | Titel                | Länge | Komponist                               | Album                 |
| -- | -------------------- | ----- | --------------------------------------- | --------------------- |
| 1  | Stranded             | 3:54  | Deadric Malone                          | One More Mile (1983)  |
| 2  | Frosty               | 3:48  | Albert Collins                          | Alright Again! (1981) |
| 3  | I Feel Alright Again | 2:34  | Lou Donaldson / Deadric Malone          | Alright Again! (1981) |
| 4  | Sunrise Cajun Style  | 3:55  | Hoyt Garrick                            | One More Mile (1983)  |
| 5  | Sometimes I Slip     | 6:37  | Clarence Gatemouth Brown                | Alright Again! (1981) |
| 6  | One More Mile        | 4:16  | Homer Brown                             | One More Mile (1983)  |
| 7  | The Drifter (live)   | 10:03 | Clarence Gatemouth Brown / Robert Smith | Bonustrack            |
| 8  | Real Life            | 3:52  | Clarence Gatemouth Brown                | Real Life (1986)      |
| 9  | Okie Dokie Stomp     | 4:13  | Clarence Gatemouth Brown / Pluma Davis  | Real Life (1986)      |
| 10 | Information Blues    | 3:24  | Roy Milton                              | One More Mile (1983)  |
| 11 | Gate Walks to Board  | 4:03  | Johnny Board / Clarence Gatemouth Brown | Alright Again! (1981) |
| 12 | Dollar Got the Blues | 4:48  | Clarence Gatemouth Brown                | Alright Again! (1981) |

## Rezensionen
Cub Koda bezeichnete Okie Dokie Stomp als einen guten Startpunkt um den Bluesmusiker Clarence Gatemouth Brown kennenzulernen.